# Vicente Martín y Soler
Vicente Martín y Soler (Valencia, 2 maggio 1754 – San Pietroburgo, 11 febbraio 1806) è stato un compositore spagnolo.
Scrisse principalmente opere seguendo i dettami dell'opera buffa italiana dell'epoca. Sebbene oggi sia poco noto, nel suo tempo venne paragonato spesso a Wolfgang Amadeus Mozart e per questo fu soprannominato il Mozart di Valencia. In Italia era anche conosciuto con il nome di Vincenzo Martini.

## Biografia
Cantò da bambino nel coro della cattedrale di Valencia. Dopo aver studiato musica a Bologna sotto la guida di Giovanni Battista Martini s'insediò nel 1775 a Madrid. Ivi mise in scena probabilmente la sua prima opera, Il tutore burlato, la quale più tardi venne dallo stesso tradotta in spagnolo, adattata secondo il modello della zarzuela e modificato il nome in La Madrileña. Nella capitale spagnola ottenne numerosi consensi, soprattutto da parte del re Carlo IV. Giunse infine a Napoli nel 1777, dove fu operativo al servizio della famiglia reale napoletana.
Tra il 1777 e il 1785 Martin y Soler lavorò a Napoli, dove rafforzò la sua posizione e la sua fama di compositore. Nel 1779 riuscì a dare con successo la prima rappresentazione della sua Ifigenia in Aulide al grandioso teatro San Carlo con Luigi Marchesi e Giovanni Ansani.
Negli anni seguenti rappresentò altri suoi lavori teatrali in varie città italiane (come Andromaca, L'amore geloso, In amor ci vuol destrezza e Le burle per amore). Nel 1785 si recò a Vienna dopo aver accettato un ingaggio per un'opera comica per il teatro di corte.
A Vienna, la quale in quel periodo era il centro europeo dell'opera italiana, ebbe occasione di fare amicizia con il librettista italiano e poeta di corte Lorenzo da Ponte e di lavorare contemporaneamente anche con i compositori Wolfgang Amadeus Mozart e Antonio Salieri. Da questa collaborazione nacquero in seguito numerose opere. Nel 1786 mise per la prima volta in scena le opere Il burbero di buon cuore e Una cosa rara, il suo lavoro operistico di maggior successo, il quale fu ripreso per ben 55 volte in pochi anni; una melodia del finale del primo atto venne usata da Mozart nel secondo atto del suo Don Giovanni, e precisamente nella scena del banchetto. L'anno seguente seppe strappare moltissimi applausi anche con L'arbore di Diana, la quale tra il 1787 e il 1792 ricevette dalle 65 alle 70 rappresentazioni al Burgtheater di Vienna (fu una delle opere italiana maggiormente rappresentate all'epoca).
Nell'estate del 1788 accettò l'offertà di Caterina la Grande, con la quale aveva intenzione di nominarlo maestro di cappella della corte imperiale a San Pietroburgo. Nella capitale russa compose nove opere, delle quali alcune in russo.
Dal 1793 al 1796 visse a Londra, dove rappresentò con affermazione La capricciosa corretta, sempre usando un libretto di Da Ponte. Le opere successive furono tutte dei fiaschi: decise quindi di lasciare la capitale inglese e di far ritorno a San Pietroburgo. Trascorse i suoi ultimi anni di vita in Russia dedicandosi soprattutto all'insegnamento e trascurando quasi completamente la composizione.

## Considerazioni sull'artista
La musica di Martin y Soler era molto apprezzata dai suoi contemporanei, i quali la descrivevano come dolce e piena di grazia; essa si caratterizza per la presenza dominante della melodia, la struttura a tre voci e la periodicità del ritmo, del fraseggio e della forma. Molte sue melodie avevano un carattere rustico (pastorale), in quanto presentavano il metro di contraddanza (in 6/8).
Durante la sua carriera compose principalmente opere liriche, molte delle quali ebbero ai suoi tempi molto successo. A Vienna raggiunse l'apice del suo successo con tre drammi giocosi prodotti in collaborazione con Da Ponte: Il burbero di buon cuore (1786), Una cosa rara (1786) e L'arbore di Diana (1787). Al giorno d'oggi i suoi lavori sono raramente rappresentati: le opere che maggiormente si ricordano sono Il tutore burlato, Una cosa rara e La scuola dei maritati.

## Lavori

### Opere
Sono note 21 opere di Martín y Soler; l'anno e la città si riferiscono alla prima rappresentazione.
- Il tutore burlato (opera buffa, libretto di Filippo Livigni, 1775, Segovia)
- Ifigenia in Aulide (dramma per musica, libretto di Luigi Serio, 1779, Napoli)
- Ipermestra (dramma per musica, libretto di Pietro Metastasio, 1780, Teatro San Carlo di Napoli con Luigi Marchesi)
- Andromaca (dramma per musica, libretto di Antonio Salvi, revisione di Vittorio Amedeo Cigna-Santi, 1780, Teatro Regio di Torino con Luísa Todi)
- Partenope (componimento drammatico, libretto di Pietro Metastasio, 1782, Napoli)
- L'amor geloso (azione teatrale comica, 1782, Napoli)
- In amor ci vuol destrezza (opera buffa, libretto di Carlo Giuseppe Lanfranchi Rossi, 1782, Venezia)
- Vologeso (dramma per musica, libretto di Apostolo Zeno, revisionato da Vittorio Amedeo Cigna-Santi, 1783, Teatro Regio di Torino diretta da Gaetano Pugnani)
- Le burle per amore (dramma giocoso, libretto di Marcello Bernardini, 1784, Venezia)
- La vedova spiritosa (dramma giocoso, 1785, Parma)
- Il burbero di buon cuore (dramma giocoso, libretto di Lorenzo Da Ponte su Carlo Goldoni, 1786, Vienna)
- Una cosa rara ossia Bellezza ed onestà (dramma giocoso, libretto di Lorenzo Da Ponte, 1786, Vienna)
- L'arbore di Diana (dramma giocoso, libretto di Lorenzo Da Ponte, 1787, Vienna)
- Gorebogatïr' Kosometovich (dramma con musica, 1789, San Pietroburgo)
- Pesnolyubiye (dramma con musica, 1790, San Pietroburgo)
- Fedul' s det'mi (dramma con musica, 1791, San Pietroburgo)
- La scuola dei maritati (nota anche come La capricciosa corretta; Gli sposi in contrasto; La moglie corretta) (opera comica, libretto di Lorenzo Da Ponte, 1795, Londra)
- L'isola del piacere (L'isola piacevole) (opera comica, libretto di Lorenzo Da Ponte, basato su L'isola della fortuna di Giovanni Bertati, 1795, Londra)
- Le nozze de' contadini spagnuoli (intermezzo, 1795, Londra)
- Camille ou Le souterrain (comédie mêlée de musique, libretto di Benoît-Joseph Marsollier des Vivetières, 1796, San Pietroburgo)
- La festa in villaggio (opera comica, libretto di Ferdinando Moretti, 1798, San Pietroburgo)

### Altri lavori
- Cantata a tre voci (1779, Napoli)
- Philistaei a Jonatha Dispersi (actio sacra, 1784, Venezia)
- Il sogno (cantata per tre soprani e orchestra, testo di Lorenzo Da Ponte, 1787, Vienna)
- La Deità benefica (cantata, testo di Ferdinando Moretti, 1790, San Pietroburgo)
- Strofe (cantata, testo di Ferdinando Moretti, 1791-6)
- Cantata per la consacrazione della Chiesa Maltese (cantata, 1800, San Pietroburgo)
- Vari lavori sacri
- Numerose ariette, canoni, canzonette e duetti
- Concerto per violino (1795, Londra)